# 911 (1-й сезон)
Первый сезон американского телесериала «9-1-1», премьера которого состоялась на канале FOX 3 января 2018 года, а заключительная серия сезона вышла 21 марта 2018 года.

## Сюжет
Сериал расскажет о работе полицейских, «Скорой помощи» и пожарной службы. Все они выполняют свой долг, часто рискуя жизнью и попадая в самые пугающие и шокирующие ситуации. Смысл их ежедневной работы состоит в охране безопасности улиц и помощи всем, кто в ней нуждается. Полицейские, пожарные и парамедики работают бок о бок в жестких условиях большого города.Эти экстренные службы должны стараться балансировать, спасая тех, кто находится в наиболее уязвимом положении, и при этом решать проблемы в их собственной жизни.

## В ролях

### Основной состав
- Анджела Бассетт — Афина Грант, сержант патрульной полиции LAPD.
- Питер Краузе — Роберт «Бобби» Нэш, капитан 118ой станции пожарного департпмента Лос-Анджелеса.
- Оливер Старк — Эван «Бак» Бакли, пожарный.
- Аиша Хиндс — Генриетта «Хен» Уилсон, пожарная и парамедик.
- Кеннет Чой — Ховард «Хауи»/«Чимни» Хан,  пожарный и парамедик.
- Конни Бриттон — Эбигейл «Эбби» Кларк, оператор 911.
- Рокмонд Данбар — Майкл Грант, муж Афины.

### Второстепенный состав
- Корина Мессиа — Мэй Грант, дочь Афины и Гранта.
- Маркантони Реис — Гарри Грант, сын Афины и Гранта.
- Трейси Томс — Карен Уилсон, жена Хен.
- Мишель Бернард —Кэрол Брэнфорд, офицер LAPD под командованием Афины.
- Коко Браун — Карла Прайс, медсестра матери Эбби
- Алекс Лойназ — Терри Флорес, техник в 911.
- Эбби Браммелл — Ева Мэтис, наркозависимая бывшая девушка Хен, мать Денни.
- Гэвин Стенхаус — Священник
- Мариетта Хартли — Патриция Кларк, мать Эбби.
- Деклан Пратт — Денни Уилсон, приёмный сын Хен и Карен.
- Дебра Кристофферсон Сьюзан — «Сью» Блевинс, управляющяя колл-центром 911.
- Клаудия Кристиан — Элейн Мэйнард, капитан LAPD, прямая начальница Афины.

## Эпизоды
| № общий | № в сезоне | Название                                | Режиссёр             | Автор сценария                                     | Дата премьеры   | Произв. код | Зрители в США (млн) |
| --- | ---------- | --------------------------------------- | -------------------- | -------------------------------------------------- | --------------- | ----------- | ------------------- |
| 1 | 1          | «Пилот» «Pilot»                         | Брэдли Букер         | Райан Мёрфи, Брэд Фэлчак и Тим Майнир              | 3 января 2018   | 1LAY01      | 6,83                |
| Оператору 911 Эбби Кларк приходится ежедневно сталкиваться в различными ситуациями. Реагировать на них нужно максимально оперативно: будь то ребенок, которого смыла в туалет мать-подросток или змея, желающая удушить свою хозяйку. Глава пожарного отделения Бобби Нэш корит себя за то, что ранее этим днем не смог спасти девушку-самоубийцу. Новичок в его команде Эван Бакли может вылететь с работы за неподобающее поведение, а семья офицера полиции Афины Грант начинает разваливаться из-за смены сексуальной ориентации ее мужа.                    |            |                                         |                      |                                                    |                 |             |                     |
| 2 | 2          | «Пойдем» «Let Go»                       | Гвинет Хордер-Пейтон | Райан Мёрфи, Брэд Фэлчак и Тим Майнир              | 10 января 2018  | 1LAY02      | 5,55                |
| После первой смерти пострадавшего в своей карьере Бак находится на грани нервного срыва. У Эбби появляется новая сиделка для мамы, страдающей болезнью Альцгеймера, что позволяет ей отвлечься от проблем и заняться личной жизнью. Афина продолжает бороться за брак на сеансах у семейного психолога, но неожиданное признание ее мужа губит все усилия. |            |                                         |                      |                                                    |                 |             |                     |
| 3 | 3          | «Ближайший родственник» «Next of Kin»   | Барбара Браун        | Джон Дж. Грэй                                      | 17 января 2018  | 1LAY03      | 6,21                |
| Афина узнает о причинах из-за которых ее дочь решила покончить с собой. Брат Эбби предлагает ей определить мать в специализированное учреждение. Чимни не доволен, что на вызовах он всегда остается на вторых ролях. Он хочет впечатлить свою девушку и приукрашивает собственные заслуги. Наконец сделав ей предложение, мужчина получает отказ, в ярости садится за руль и попадает в аварию, ставящую под угрозу его жизнь. |            |                                         |                      |                                                    |                 |             |                     |
| 4 | 4          | «Самый худший день» «Worst Day Ever»    | Брэдли Букер         | Захари Рейтер                                      | 24 января 2018  | 1LAY04      | 6,57                |
| Эбби получает звонок от пассажира горящего самолета, который просит передать сообщение беременной жене. Самолет падает в воду и разламывается напополам. Команда 118 получает вызов на место крушения, нужно спасти выживших, пока борт не пошел ко дну. Бобби делает все, чтобы спасти маму маленького мальчика, ноги которой зажало сиденьями, а Хэн и Бак тем временем пытаются вытащить влюбленную парочку, доступ к которой завалило обломками. Афина решает наказать обидчицу дочери, вступив в противостояние с ее влиятельными родителями.               |            |                                         |                      |                                                    |                 |             |                     |
| 5 | 5          | «Точка отсчёта» «Point of Origin»       | Гвинет Хордер-Пейтон | Эрика Андерсон                                     | 31 января 2018  | 1LAY05      | 6,21                |
| Команда 118 приезжает на свадьбу, под которой провалился пол и на несчастный случай на автомойке. С Хэн связывается ее бывшая девушка и просит помочь ей выйти по УДО, но жена Генриетты эту идею не одобряет. Бак вызывается помочь Эбби в поисках матери. Бобби рассказывает священнику о том, что много лет назад он стал причиной пожара в котором погибли 148 человек, включая его жену и детей. |            |                                         |                      |                                                    |                 |             |                     |
| 6 | 6          | «Печальное событие» «Heartbreaker»      | Брэдли Букер         | Мэттью Ходжсон                                     | 7 февраля 2018  | 1LAY06      | 6,64                |
| День Святого Валентина, как всегда, приносит 911 массу проблем. Попытка летчика "креативно" сделать предложение своей любимой чуть не заканчивается трагедией. Парень, вернувшийся домой, не подозревает, что на заднем дворе лежит полуголый бывший муж его девушки. Афина, приехавшая на вызов по поводу шума соседей, попадает в смертельную ловушку к психически ненормальной девушке. Эбби и Бак идут на первое свидание, которое заканчивается крайне неожиданно. Чимни возвращается на службу.                                                            |            |                                         |                      |                                                    |                 |             |                     |
| 7 | 7          | «Полная луна» «Full Moon (Creepy AF)»   | Магги Кили           | Адам Пенн                                          | 28 февраля 2018 | 1LAY07      | 5,95                |
| В полнолуние причины вызова 911 становятся еще более необычными. Афина, Чимни и Хэн приезжают на вызов старушки, считающей, что у ее дома стоит незнакомец, но ситуация оказывается гораздо страшнее, чем команда себе представляет. Также команда сталкивается с "пожирателем лиц", желающим продегустировать прохожих. Бобби и Бак тем временем приезжают на курсы йоги для беременных, где сразу несколько девушек начинают рожать. Эбби пытается помочь полиции раскрыть убийство, свидетелем которого она стала. Хэн изменяет своей жене с бывшей девушкой. |            |                                         |                      |                                                    |                 |             |                     |
| 8 | 8          | «Неумолимая карма» «Karma's a Bitch»    | Барбара Браун        | Кристен Рейдель                                    | 7 марта 2018    | 1LAY08      | 6,05                |
| Карма неумолима! Домашний тиран, ставший причиной самоубийства жены умирает от ранее выпущенной ею же пули. Владелец фитнес клуба, оставивший собаку в запертой машине на солнцепеке скоро сам сгорает в неисправном солярии. Известный браконьер становится жертвой тигра, сбежавшего из зоопарка. Во время дня донора на работе Бобби узнает, что может помочь гораздо большему количеству людей, чем он думал. После разговора с детьми Афина принимает судьбоносное решение насчет своего брака.                                                             |            |                                         |                      |                                                    |                 |             |                     |
| 9 | 9          | «Попавшие в бедствие» «Trapped»         | Гвинет Хордер-Пейтон | Сюжет: Адам Гласс Телесценарий: Аристотель Кусакис | 14 марта 2018   | 1LAY09      | 6,55                |
| У матери Эбби участились приступы из-за чего несколько ее свиданий с Баком срываются. Парень не уверен, что может выдержать отношения, где появились подобные трудности, и просит совета у Бобби. Команда 118 вызволяет из лифта мать со взрослым сыном и спасает бродягу, застрявшего в мусорном прессе. Ухажер Афины готов перейти к новому уровню в их отношениях. Но готова ли к этому Афина? |            |                                         |                      |                                                    |                 |             |                     |
| 10 | 10         | «Совершенно новый ты» «A Whole New You» | Брэдли Букер         | Райан Мёрфи, Брэд Фэлчак и Тим Майнир              | 21 марта 2018   | 1LAY10      | 6,58                |
| Хэн и Чимни приезжают в морг на вызов о травме патологоанатома, но встречают там живого пострадавшего с прошлого вызова, которого они же отправили в морг, как труп. После похорон матери Эбби решает заняться собой и отправиться путешествовать. Бак тем временем ищет интернет мошенника, который притворяется его именем в соц.сети. Бобби хочет наладить личную жизнь и регистрируется на сайте знакомств, но счастье гораздо ближе, чем ему кажется. |            |                                         |                      |                                                    |                 |             |                     |